# Diversidad sexual en Kosovo
La diversidad sexual en Kosovo se enfrenta a ciertos desafíos legales y sociales no experimentados por otros residentes. Los derechos de las personas LGBTI han mejorado en años recientes, y en particular con la entrada en vigor de la Constitución en 2008, que prohíbe la discriminación por orientación sexual. Sin embargo, la aplicación de la ley que prohíbe la discriminación por orientación sexual es débil.
El gobierno de Kosovo ha proporcionado apoyo a la comunidad LGBT. A finales de 2013, la Asamblea de Kosovo aprobó una ley para crear un grupo de coordinación para la comunidad LGBT. La legislación protege a las personas LGBT de discriminación, pero, en la práctica, siguen afrontando un intenso rechazo social.

## Legislación

### Legislación sobre relaciones sexuales del mismo sexo

#### Yugoslavia
El Código Penal de Yugoslavia de 1929 proscribió la «lascivia contraria al orden natural» (penetración anal) entre dos personas. La República Federativa Popular de Yugoslavia restringió el delito a los casos de penetración anal homosexual, y en 1959 redujo la pena máxima de dos años de cárcel a un año.
En 1994, se legalizaron las relaciones homosexuales entre hombres en la Provincia Autónoma de Kosovo y Metojia como parte de la República Federal de Yugoslavia.

#### PeriodoMINUK
En 2004, se aprobó una edad de consentimiento de 14 años independientemente de la orientación sexual y de la identidad de género.

#### Desde la declaración de independencia
En 2008, se proclamó la declaración por la que Kosovo se independizaba unilateralmente de Serbia. Desde entonces, las relaciones homosexuales han permanecido legales en Kosovo.

### Reconocimiento de uniones entre personas del mismo sexo
En 2014, el presidente del Tribunal Constitucional declaró que Kosovo permite, de iure, el matrimonio entre personas del mismo sexo. El artículo 144(3) de la Constitución de Kosovo requiere que el Tribunal Constitucional apruebe cualquier enmienda que se haga la Constitución para asegurar que no infringe los derechos civiles ya garantizados anteriormente por ella. El artículo 14 de la Ley de la Familia define el matrimonio como una «comunidad registrada legalmente de dos personas de distinto sexo», aunque activistas LGBT han argumentado que esta definición podría contradecir la letra de la Constitución, y han animado a las parejas del mismo sexo a desafiar la ley en los tribunales.

### Protección antidiscriminación
El artículo 24 de la Constitución de Kosovo prohíbe la discriminación por varios factores, entre ellos la orientación sexual. Kosovo es, por tanto, uno de los pocos Estados de Europa que cuentan con una prohibición constitucional de la discriminación basada en la orientación social.
La Ley Antidiscriminación de 2004, aprobada por la Asamblea de Kosovo, prohíbe la discriminación con motivo de la orientación sexual en varios ámbitos, como el empleo, la pertenencia a una organización, la educación, la provisión de bienes y servicios, la seguridad social y el acceso a la vivienda. La discriminación, tal como está definida en la ley, incluye explícitamente la discriminación directa e indirecta, el acoso, la victimización y la segregación.
El 26 de mayo de 2015, la Asamblea aprobó enmiendas que añadían la identidad de género a la ley antidiscriminación de Kosovo. Estas enmiendas entraron en vigor en julio del mismo año.

### Identidad y expresión de género
La ley no permite a las personas transgénero cambiar de género en Kosovo, incluso aunque se hayan sometido a cirugía de reasignación genital.

### Servicio militar
Las personas homosexuales y bisexuales pueden acceder al servicio militar. Sin embargo, debido a la discriminación social, no se conoce de ningún caso.

### Donación de sangre, esperma y órganos
La donación de sangre, de esperma y de órganos por parte de personas homosexuales o bisexuales es legal desde diciembre de 2002. Desde marzo de 2006, Kosovo no clasifica la homosexualidad como un trastorno mental.

## Personas LGBT y sociedad
La organización pro derechos LGBT Centro por la Emancipación Social califica la vida de las personas gais en Kosovo de «clandestina». No existen locales de ambiente gay en Kosovo.

### Movimiento pro derechos LGBT
En Kosovo hay tres organizaciones pro derechos LGBT: el Centro por la Igualdad y la Libertad, el Centro por el Desarrollo de Grupos Sociales y el Centro por la Emancipación Social.

### Marcha del Orgullo de Pristina
El 17 de mayo de 2014, políticos conocidos, entre ellos el embajador del Reino Unido Ian Cliff, y organizaciones LGBT como QESh y CEL tomaron las calles de Pristina para protestar contra la homofobia. La manifestación contó con el auspicio de la oficina de la Unión Europea en Kosovo y del propio gobierno. Una gran bandera LGBT cubrió la fachada del edificio gubernamental aquella noche.
El 17 de mayo de 2016, se celebró en Pristina la primera marcha del Orgullo LGBT. Algunos cientos de personas se manifestaron por las calles de la capital, entre ellos, el presidente Hashim Thaçi y los embajadores británico y estadounidense en Kosovo.